# Kortsnavelcanastero
De kortsnavelcanastero (Asthenes baeri) is een zangvogel uit de familie Furnariidae (ovenvogels). Deze vogel is genoemd naar de Franse natuuronderzoeker Gustave-Adolphe Baer (1839-1918).

## Verspreiding en leefgebied
Deze soort komt voor in zuidoostelijk en het zuidelijke deel van Centraal-Zuid-Amerika en telt drie ondersoorten:
- A. b. chacoensis: het zuidelijke deel van Centraal-Bolivia en noordwestelijk Paraguay.
- A. b. baeri: van zuidelijk Bolivia en westelijk Paraguay tot zuidoostelijk Brazilië, westelijk Uruguay en centraal Argentinië.
- A. b. neiffi: westelijk Argentinië.

## Status
De grootte van de populatie is niet gekwantificeerd maar de soort wordt omschreven als vrij algemeen. Op de Rode lijst van de IUCN heeft deze soort de status niet bedreigd.